# Schlacht von Agrigent
Agrigent – Mylae – Liparische Inseln – Sulci – Tyndaris – Kap Ecnomus – Aspis – Adys – Tunes – Kap Bon – Panormus – Drepana I – Drepana II – Ägatische Inseln
Die Schlacht von Agrigent, dem antiken Akragas, war die erste große militärische Konfrontation zwischen Karthago und der Römischen Republik. Nach einer langen Belagerung, die bereits 262 v. Chr. begonnen hatte, kam es 261 v. Chr. zur Schlacht, die Rom für sich entschied.

## Vorgeschichte
Am Beginn des Ersten Punischen Krieges hatte sich die römische Armee zunächst gegen Syrakus gewandt und Hieron II. 263 v. Chr. zu einem Friedensvertrag gezwungen. Dadurch war der Hauptgegner Karthago isoliert. Die zur karthagischen Epikratie gehörige Stadt Segesta ging daraufhin zu den Römern über, die damit kampflos eine Position im karthagisch kontrollierten Westen Siziliens beziehen konnten. Für Karthago war ein stärkeres militärisches Engagement auf Sizilien erforderlich, sollte der Kontrollverlust nicht weiter fortschreiten. Andererseits war Rom in der Pflicht, Segesta gegen mögliche karthagische Strafmaßnahmen zu schützen. Die karthagische Militärführung wählte Akragas als Operationsbasis aus. Die Stadt lag strategisch günstig an der sizilianischen Südküste.
Rom kämpfte aufgrund seines Milizsystems in saisonalen Zyklen. Nach den Erfolgen des Jahres 263 zog sich die römische Armee daher zurück. Die Nachricht, dass Karthago keltische, ligurische und iberische Söldner anwarb und nach Agrigent schickte, während die karthagische Flotte nach Sardinien verlagert wurde, um Vorstöße nach Mittelitalien zu unternehmen, dürfte in Rom alarmierend gewirkt haben.

## Belagerung von Agrigent
Polybios zufolge sandte Rom im Frühjahr 262 v. Chr. eine konsularische Armee (zwei Legionen) nach Sizilien. Für Alfred Heuß war dieses reduzierte Engagement ein Beleg für die defensive Ausrichtung der römischen Strategie. Bruno Bleckmann dagegen geht davon aus, dass beide Konsuln des Jahres 263, die auf Sizilien operierten, eine volle konsularische Armee (zwei Legionen) zu ihrer Verfügung hatten: vier Legionen. Zu einer Legion gehörten laut Polybios 4200 oder 5000 Fußsoldaten und 300 Reiter. Ein Vierlegionenheer umfasste demnach etwa 18.000 Römer und wurde verstärkt durch die Heere der Bundesgenossen, die ebenso viele Infanteristen wie Rom zu stellen hatten, aber die dreifache Zahl von Reitern.
Die beiden Konsuln Lucius Postumius Megellus und Quintus Mamilius Vitulus legten beiderseits von Akragas ein Militärlager an und verbanden diese Lager mit einer doppelten Verteidigungslinie, in die weitere kleine Befestigungen integriert waren. Die stadtseitige Verteidigungslinie sollte einen Ausfall der Belagerten verhindern, während die äußere Verteidigungslinie ein mögliches karthagisches Entsatzheer abwehren sollte.
Hannibal Gisko, der karthagische Kommandant von Akragas, geriet nach Beginn der Belagerung durch Lebensmittelknappheit und Seuchengefahr zunehmend in Schwierigkeiten und rief Karthago auf, ein Entsatzheer zu entsenden. Philinos von Akragas zufolge sandte Karthago ein Heer aus 50.000 Fußsoldaten, 6000 Reitern und 60 Kriegselefanten unter dem Kommando eines Hanno nach Sizilien. Diese große karthagische Armee ging in Herakleia Minoa an Land, etwa 20 Kilometer westlich des belagerten Akragas. Hanno zerstörte das römische Vorratslager in Herbessos, wodurch die Belagerer nun auch Versorgungsprobleme bekamen. Mit List erzielte er einen Erfolg über die römischen Reiterverbände. Hanno griff die durch Hunger geschwächte römische Armee an, die aber standhielt. Hieron II. von Syrakus, der anscheinend abgewartet hatte, wie sich die Situation für die Römer entwickeln würde, leistete nun seinen Verbündeten logistische Hilfe. Daraufhin begann ein zweimonatiges Abwarten mit kleinen Scharmützeln. Hanno hatte die römische Armee von ihren Versorgungslinien abgeschnitten, so dass, wie Polybios formuliert, die Belagerer selbst Belagerte geworden waren. Die Situation der nun schon sieben Monate belagerten Einwohner von Akragas wurde aber immer prekärer. Hannibal Gisko, der mit Hanno durch Rauchzeichen und Boten kommunizierte, sandte dringende Hilferufe und Hanno sah sich gezwungen, die Konfrontation zu akzeptieren.

## Schlacht von Agrigent
Über die folgende Schlacht berichten zwei unabhängige Quellen, die Geschichtswerke des Polybios und des Cassius Dio, wobei letzteres nur im Exzerpt des byzantinischen Historikers Johannes Zonaras erhalten ist.
Polybios gibt wenige Details über den Ablauf an. Ihm zufolge stellte Hanno die karthagische Infanterie in mehreren Reihen auf, mit den Elefanten und der Verstärkung in der zweiten Linie, die Kavallerie wohl auf den Flügeln. Der römische Schlachtplan ist unbekannt, aber es ist wahrscheinlich, dass sie sich in der typischen triplex acies-Formation aufstellten. Der Kampf habe lange gedauert, bis es den Römern schließlich gelang, die karthagische Front zu durchbrechen. Als diese Söldner sich zurückzogen, brachten sie die hinteren Reihen in Unordnung, wo sich die Elefanten befanden. Panik brach aus. Nach Polybios töteten die Römer den Großteil der gegnerischen Infanterie bis auf wenige, die nach Heraklea fliehen konnten; außerdem erbeuteten sie die meisten Elefanten und den Tross. Nach Zonaras verließ Hanno seine Armee, um sich zu retten, was ebenfalls auf hohe karthagische Verluste hinweist. Diodor, der die gleiche Quelle nutzte wie Polybios, nämlich Philinos von Akragas, gibt die Zahl der römischen Gefallenen mit 30.000 an, was sicher übertrieben ist. Die römischen Verluste dürften aber wegen der Versorgungsprobleme erheblich gewesen sein.
Hannibal Gisko nutzte die folgende Nacht, um mit einem Teil seiner Garnison aus Akragas zu fliehen. Er überließ damit der Stadt der römischen Plünderung. Dio-Zonaras hat hier zusätzliche Informationen. Demnach gingen die Einwohner von Akragas nun auf die römische Seite über, griffen die Garnison an und töteten viele der Söldner, in der (allerdings vergeblichen) Hoffnung, ihr Los bei der bevorstehenden römischen Einnahme zu verbessern.

## Wirkung
Nach der Schlacht besetzten die Römer Akragas und verkauften die gesamte Bevölkerung in die Sklaverei. Damit wurde ein Exempel statuiert. Die beiden Konsuln wurden bei ihrer Rückkehr nicht mit einem Triumphzug geehrt.
Der Erfolg von Akragas führte dazu, dass der römische Senat beschloss, Karthago ganz von Sizilien zu vertreiben und zu dem Zweck eine eigene Flotte zu bauen.